# Andreï Kostritchkine
Andreï Alexandrovitch Kostritchkine (en russe : Андрей Александрович Костричкин, né le 24 août 1901 à Saint-Pétersbourg (Empire russe) et mort le 28 février 1973 à Leningrad, est un acteur soviétique.

## Biographie
Né à Saint-Pétersbourg Andreï Kostritchkine sort diplômé d'une formation au sein de la Fabrique de l'acteur excentrique en 1926, puis, de l'Institut des arts de Léningrad. En 1938-1941, il travaille au théâtre du jeune spectateur fondé par Alexandre Briantsev (en) à Léningrad. En 1942, il devient acteur du théâtre Vera Komissarjevskaïa (Léningrad). Il tient plusieurs rôles dans les films muets comme Les Michkas contre Ioudenitch (1925), La Roue du diable (1926) ou encore La Nouvelle Babylone (1929).
On considère comme sa meilleure performance le personnage d'Akaki Bachmatchkine dans l'adaptation du Manteau de Nicolas Gogol réalisée par Grigori Kozintsev et Leonid Trauberg (1926). Après l'arrivée du cinéma parlant Kostritchkine ne sera sollicité que pour les rôles de figuration. On lui confère le titre honorifique d'artiste émérite de la RSFSR en 1935.
Sa carrière compte une cinquantaine de films entre 1925 et 1971.

## Filmographie sélective
- 1925 : Les Michkas contre Ioudenitch (Мишки против Юденича) de Grigori Kozintsev et Leonid Trauberg
- 1926 : La Roue du diable (Чертово колесо) de Grigori Kozintsev et Leonid Trauberg
- 1926 : Le Manteau (Шинель) de Grigori Kozintsev et Leonid Trauberg
- 1927 : SVD : L'Union pour la grande cause (Союз великого дела) de Grigori Kozintsev et Leonid Trauberg
- 1927 : Le Petit Frère (Братишка) de Grigori Kozintsev et Leonid Trauberg
- 1927 : Somebody Else's Coat (Chuzhoy pidzhak) de Boris Shpis (en)
- 1929 : La Nouvelle Babylone (Новый Вавилон)
- 1931 : La Seule (Одна) de Grigori Kozintsev et Leonid Trauberg
- 1947 : Pirogov (Пирогов) de Grigori Kozintsev
- 1934 : Le Lieutenant Kijé (Поручик Киже) d'Alexandre Feinzimmer : secrétaire
- 1957 : L'Orage de Mikhail Dubson